# Dinemasporium pleurospora
Dinemasporium pleurospora är en lavart som först beskrevs av Pier Andrea Saccardo, och fick sitt nu gällande namn av Shkarupa 1980. Dinemasporium pleurospora ingår i släktet Dinemasporium, ordningen kolkärnsvampar, klassen Sordariomycetes, divisionen sporsäcksvampar och riket svampar.   Inga underarter finns listade i Catalogue of Life.